# La Vie avec mon père
Pour plus de détails, voir Fiche technique et Distribution.
La Vie avec mon père est un film québécois réalisé par Sébastien Rose, sorti en 2005 et mettant en vedette Raymond Bouchard, David La Haye, Paul Ahmarani et Hélène Florent.

## Synopsis
François, un écrivain, atteint d'une maladie en phase terminale, aide ses deux fils, Patrick et Paul, depuis longtemps en conflit, à se réconcilier avant sa mort.

## Fiche technique
Sauf indication contraire, les informations mentionnées dans cette section peuvent être confirmées par la base de données cinématographiques IMDb,  présente dans la section « Liens externes ».
- Titre original : La Vie avec mon père
- Réalisation : Sébastien Rose
- Scénario : Stéfanie Lasnier et Sébastien Rose
- Musique : Pierre Desrochers
- Direction artistique : Serge Bureau
- Costumes : Louise Gagné
- Maquillage : Nadine Gilliot
- Coiffure : Gaétan Landry
- Photographie : Nicolas Bolduc
- Son : Gilles Corbeil, François Senneville, Marcel Pothier, Michel Descombes, Réjean Juteau
- Montage : Dominique Fortin
- Production : Roger Frappier et Luc Vandal
- Société de production : Max Films
- Société de distribution : Christal Films, Les Films Séville
- Budget : 4,3 millions $ CA[1]
- Pays de production :  Canada
- Langue originale : français
- Format : couleur
- Genre : comédie dramatique
- Durée : 110 minutes
- Dates de sortie :
  - Canada : 22 mars 2005 (première à la Place des Arts à Montréal)[2]
  - Canada : 25 mars 2005 (sortie en salle au Québec)[3]
  - Tchéquie : 8 juillet 2005 (Festival international du film de Karlovy Vary)
  - Canada : 27 septembre 2005 (DVD)[1]
  - France : 23 novembre 2005 (Semaine du cinéma du Québec à Paris)

## Distribution
- Raymond Bouchard : François Agira
- David La Haye : Patrick Agira
- Paul Ahmarani : Paul Agira
- Hélène Florent : Sylvie
- Julie du Page : Macha
- Nicolas Canuel : huissier
- Benoît McGinnis : Tony, collègue de Patrick
- Pierre-Antoine Lasnier : Rick, collègue de Patrick
- Manuel Tadros : ami médecin
- Martin Dion : Martin, patron de Sylvie
- Marie Gignac : l'éditrice de François
- Christine Beaulieu : une invitée
- Véronique Clusiau : une invitée
- Guy Sprung : le radiologiste
- Alex Bisping : le serveur qui interdit le cigare
- Richard Lalancette : Gilles
- Elyzabeth Walling : Lyne
- Kerwin Jackson : Washington
- Anka Rouleau : agente de sécurité du métro

## Distinctions

### Récompenses
- 2005 : Festival international du film de Karlovy Vary, Prix du public[4]

### Nominations
- 2005 : Festival international du film de Karlovy Vary, Globe de cristal